# Żyły międzyżebrowe przednie
Żyły międzyżebrowe przednie (łac. venae intercostales anteriores) – w anatomii człowieka grupa dziewięciu (czasem dziesięciu) żył odprowadzających krew ze ściany klatki piersiowej. Przebiegają w górnych przestrzeniach międzyżebrowych, towarzysząc tętnicom międzyżebrowym przednim (gałęziom międzyżebrowym przednim tętnicy piersiowej wewnętrznej). Uchodzą do żył piersiowych wewnętrznych, częściowo bezpośrednio, a częściowo za pośrednictwem żył mięśniowo-przeponowych. Przy swych ujściach posiadają zastawki.